# Jupp Hussels
Joseph « Jupp » Hussels (né le 30 janvier 1901 à Düsseldorf et mort le 10 avril 1984 à Großenhain) est un acteur et animateur de radio allemand

## Biographie
Jupps Hussels débutse sa carrière en tant qu'animateur chez « Bunten Abenden » à la radio de Cologne. Dans l'Allemagne d'après-guerre, il est également connu grâce aux films d'éducation routière projetés dans le programme d'ouverture des cinémas.

## Filmographie
- 1938 : Pieux mensonge ou Mensonge de mère (Die fromme Lüge ) de Nunzio Malasomma